# Colotis celimene
Colotis celimene är en fjärilsart som först beskrevs av Lucas 1852.  Colotis celimene ingår i släktet Colotis och familjen vitfjärilar.
Artens utbredningsområde är Etiopien. Inga underarter finns listade i Catalogue of Life.

## Bildgalleri

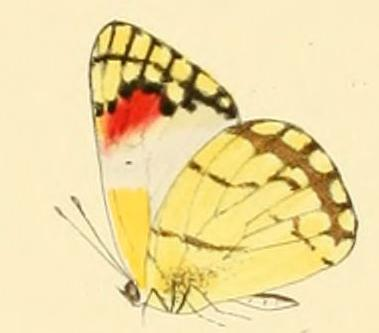